# Walter Benenson
Walter Benenson (27 de abril de 1936) es un distinguido profesor emérito del departamento de física y astronomía de la Universidad Estatal de Míchigan.

## Biografía
Obtuvo su Ph.D. en física nuclear experimental por la Universidad de Wisconsin en 1962 bajo la supervisión de H. H. Barschall. Después de una beca postdoctoral en la Universidad de Estrasburgo, se unió al cuerpo docente de la Universidad Estatal de Míchigan en 1963. Formó parte del grupo principal de profesores que construyeron el ciclotrón K-50 en la Universidad Estatal de Míchigan. Este proyecto se convirtió más tarde en el Laboratorio Nacional de Superconducción y, finalmente, en FRIB, la Instalación para haces de isótopos raros.
Tiene un doble nombramiento en el Laboratorio Nacional de Ciclotrones Superconductores, donde trabaja en temas de física nuclear. Es mejor conocido por su trabajo sobre núcleos alejados de la estabilidad en el que observó e hizo mediciones precisas de la masa de 45 núcleos por primera vez. Varios de estos núcleos fueron importantes para los estudios astrofísicos. También es conocido por su trabajo sobre la producción de partículas por debajo del umbral en colisiones de iones pesados, cuartetos isobáricos en núcleos y medición de temperaturas en reacciones nucleares.

## Premios y honores
Fue elegido miembro de la Sociedad Estadounidense de Física en 1978. Fue galardonado con el Premio Científico Distinguido de Estados Unidos de la Fundación Alexander-von-Humboldt en 1989. Recibió el Premio de Facultad Distinguida de MSU y el Premio de Investigación Golden Key de MSU en 1993. En 1996 recibió el Premio al Científico Eminente del Instituto de Investigaciones Físicas y Químicas de Japón. En 1997 fue designado profesor universitario distinguido en la Universidad Estatal de Michigan. Fue uno de los únicos 130 profesores de MSU citados por sus importantes contribuciones a la universidad a lo largo de toda su historia.

## Publicaciones

### Libros de texto
- Bauer, W.; Benenson, W.; Westfall, G.D. (2012). cliXX Physik (Version 2.5). Harri Deutsch.
- Benenson, W.; Harris, J.W.; Stoecker, H.; Lutz, H. (2006). Handbook of Physics. Springer.